# 澳大利亚唱片业协会榜
澳大利亚唱片业协会榜（ARIA Charts）是澳大利亚的主要音乐榜单，由澳大利亚唱片业协会每周发布。该榜单记录本周在澳大利亚境内各音乐流派中销量最高的单曲和音乐专辑。1988年6月26日开始，澳大利亚唱片业协会建立该榜单，在此之前，从1983年4月起，澳大利亚唱片业协会授权《肯特音乐报告》（后来重命名为《澳大利亚音乐报告》，于1999年停刊）发布榜单。
時至今日，ARIA已經成為全球樂壇最為重要的音樂榜單之一。